# Javier Patiño
Javier Patiño Lachica (* 14. Februar 1988 in San Sebastián de los Reyes, Spanien) ist ein ehemaliger philippinisch-spanischer Fußballspieler.

## Karriere

### Verein
Das Fußballspielen erlernte Patiño in Alcobendas bei Alcobendas CF. Hier unterschrieb er auch seinen ersten Vertrag. 2008 wechselte er den Verein und unterschrieb einen Vertrag in seiner Geburtsstadt San Sebastián de los Reyes bei UD San Sebastián de los Reyes. Nach 70 Spielen und 26 Toren ging er 2011 zum spanischen Zweitligisten FC Córdoba. 2013 wurde er für drei Monate an den Viertligisten Deportivo Xerez ausgeliehen. Im März 2013 wechselte er nach Thailand. Hier unterzeichnete er einen Vertrag beim Spitzenclub Buriram United. Nachdem der Vertrag ausgelaufen war, wechselte er nach China, um sich dort dem in der Chinese Super League spielenden Henan Jianye anzuschließen. Bis Februar 2018 spielte er 60 Mal für den Club und schoss dabei 21 Tore. Von Februar 2018 bis Mai 2018 war er vereinslos. Im Juni 2018 unterschrieb er wieder einen Vertrag bei Buriram United in Thailand. 2019 wurde er von Buriram an den Ligakonkurrenten Ratchaburi Mitr Phol nach Ratchaburi ausgeliehen. Nach Ausleihende wurde er von Ratchaburi fest verpflichtet. Nach 39 Erstligaspielen wurde sein Vertrag am Saisonende nicht verlängert. Anfang August 2021 wechselte er nach insgesamt 39 Erstligaspielen für Ratchaburi zum Ligakonkurrenten Port FC nach Bangkok. Für Port stand er sechsmal in der ersten Liga auf dem Spielfeld. Am 29. November 2021 beendete Javier Patiño seine Karriere als Fußballspieler.

### Nationalmannschaft
Von 2013 bis 2019 spielte Patiño 19 Mal für die Nationalmannschaft der Philippinen und erzielte dabei sieben Treffer. Sein Debüt gab er am 24. März 2013 beim Spiel gegen Kambodscha das die Philippinen mit 8:0 gewannen. Bei dem Spiel schoss er zwei Tore.

## Erfolge
Buriram United
- Thailändischer Meister: 2013, 2014, 2018
- Thailändischer Pokalsieger: 2013
- Thailändischer Ligapokalsieger: 2013
- Thailändischer-Champions-Cup-Sieger: 2019
- Kor-Royal-Cup-Sieger: 2014

## Sonstiges
Javier Patiño Lachica ist der Sohn eines spanischen Vaters und einer philippinischen Mutter.